# Jeremy Ngakia
Jeremy Ngakia (Deptford, 7 settembre 2000) è un calciatore congolese (Repubblica Democratica del Congo) con cittadinanza inglese, difensore del Watford e della nazionale della Repubblica Democratica del Congo.

## Caratteristiche tecniche
È un terzino destro.

## Carriera
Cresciuto nei settori giovanili di Chelsea e West Ham Utd, in cui è approdato a quattordici anni, ha debuttato con la prima squadra degli Hammers il 29 gennaio 2020, nella partita di Premier League persa per 0-2 contro il Liverpool. Il 25 giugno seguente, in scadenza di contratto, decide di non prolungare fino al termine della stagione, posticipato in seguito alla pandemia di COVID-19, lasciando così il club londinese prima della fine del campionato.

## Statistiche

### Presenze e reti nei club
Statistiche aggiornate all'8 marzo 2025.
| Stagione        | Squadra         | Campionato      | Campionato | Campionato | Coppe nazionali | Coppe nazionali | Coppe nazionali | Coppe continentali | Coppe continentali | Coppe continentali | Altre coppe | Altre coppe | Altre coppe | Totale | Totale | Totale |
| Stagione        | Squadra         | Comp            | Pres       | Reti       | Comp            | Pres            | Reti            | Comp               | Pres               | Reti               | Comp        | Pres        | Reti        | Pres   | Reti   |        |
| --------------- | --------------- | --------------- | ---------- | ---------- | --------------- | --------------- | --------------- | ------------------ | ------------------ | ------------------ | ----------- | ----------- | ----------- | ------ | ------ | ------ |
| 2019-2020       | West Ham Utd    | PL              | 5          | 0          | FACup+CdL       | 0               | 0               | -                  | -                  | -                  | -           | -           | -           | 5      | 0      |        |
| 2020-2021       | Watford         | FLC             | 25         | 0          | FACup+CdL       | 1+0             | 0               | -                  | -                  | -                  | -           | -           | -           | 26     | 0      |        |
| 2021-2022       | Watford         | PL              | 16         | 0          | FACup+CdL       | 1+2             | 0               | -                  | -                  | -                  | -           | -           | -           | 19     | 0      |        |
| 2022-2023       | Watford         | FLC             | 14         | 0          | FACup+CdL       | 0               | 0               | -                  | -                  | -                  | -           | -           | -           | 14     | 0      |        |
| 2023-2024       | Watford         | FLC             | 14         | 0          | FACup+CdL       | 0+1             | 0               | -                  | -                  | -                  | -           | -           | -           | 15     | 0      |        |
| 2024-2025       | Watford         | FLC             | 19         | 1          | FACup+CdL       | 0               | 0               | -                  | -                  | -                  | -           | -           | -           | 19     | 1      |        |
| Totale Watford  | Totale Watford  | Totale Watford  | 88         | 1          |                 | 5               | 0               |                    | -                  | -                  |             | -           | -           | 93     | 1      |        |
| Totale carriera | Totale carriera | Totale carriera | 93         | 1          |                 | 5               | 0               |                    | -                  | -                  |             | -           | -           | 98     | 1      |        |